# Sint-Martinuskerk (Moorsel)

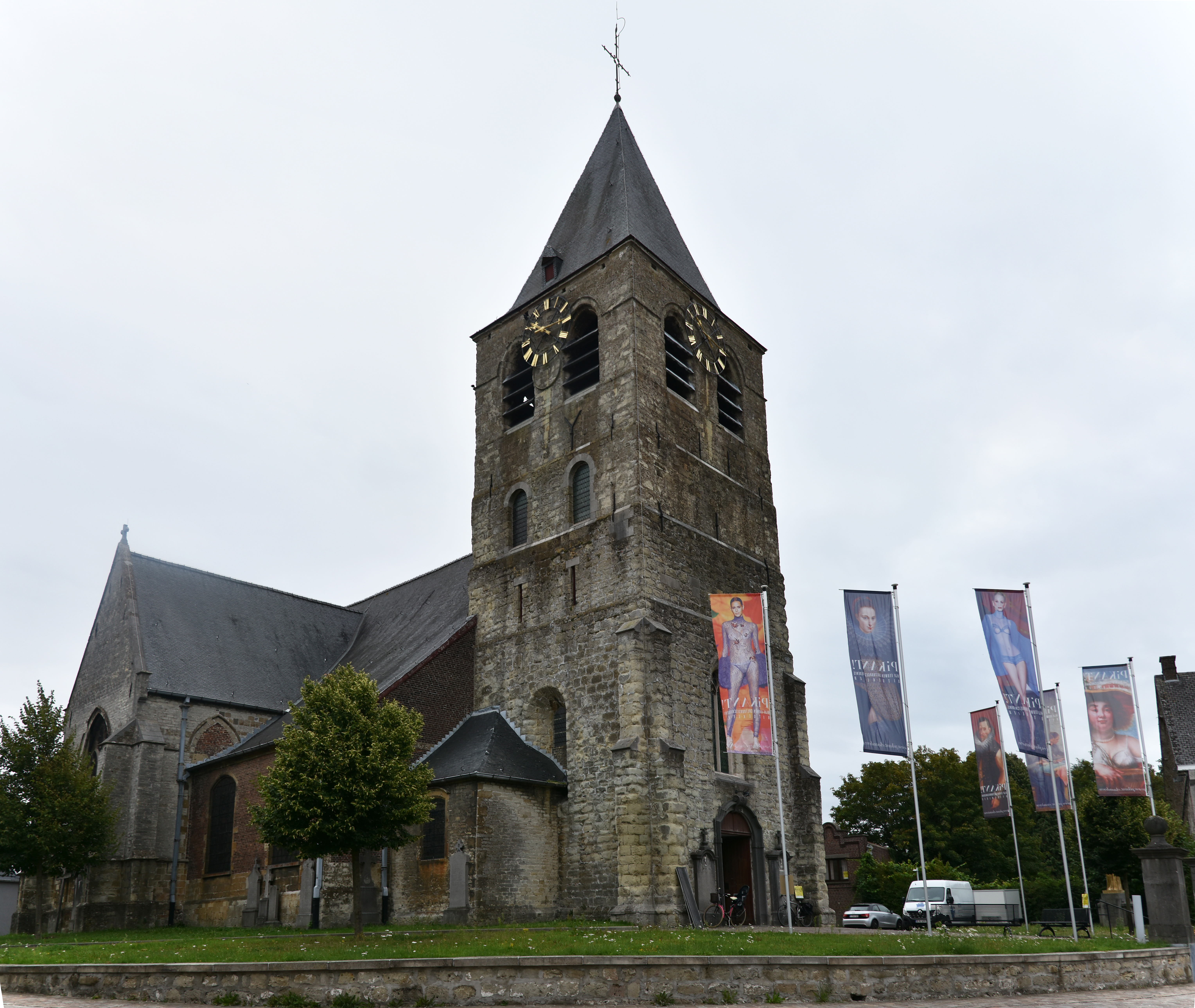
De Sint-Martinuskerk

De Sint-Martinuskerk is een kerkgebouw in de Belgische deelgemeente Moorsel, toegewijd aan Martinus van Tours. De kerk zou, volgens de legende, gebouwd zijn op het puin van de Heilige Sacramentskapel die voor het eerst in 1105 werd vermeld en onder de voogdij van de abt van Affligem viel. 

## Architectuur
De kerk is een zandstenen gebouw, opgetrokken op een afgeschuinde plint en zijbeuken waarin bakstenen zijn verwerkt. De 13e-eeuwse kerktoren staat aan de westzijde met een traptoren aan de zuidkant uit de eerste helft van de 14e eeuw en een vierkantige doopkapel aan de noordzijde. Het kerkschip omvat drie beuken en een transept dat aan de zuidelijke zijde is ingekort door de verbreding van een zijbeuk. Het priesterkoor bestaat uit een rechte travee en een noordelijke zijkapel en hulpsacristie, zuidelijke zijkapel en sacristie.
Het portaal uit de tweede helft van de 18e eeuw aan de westelijke zijde vertoont een rondboogpoort in een rococo-omlijsting van arduin.

## Galerij

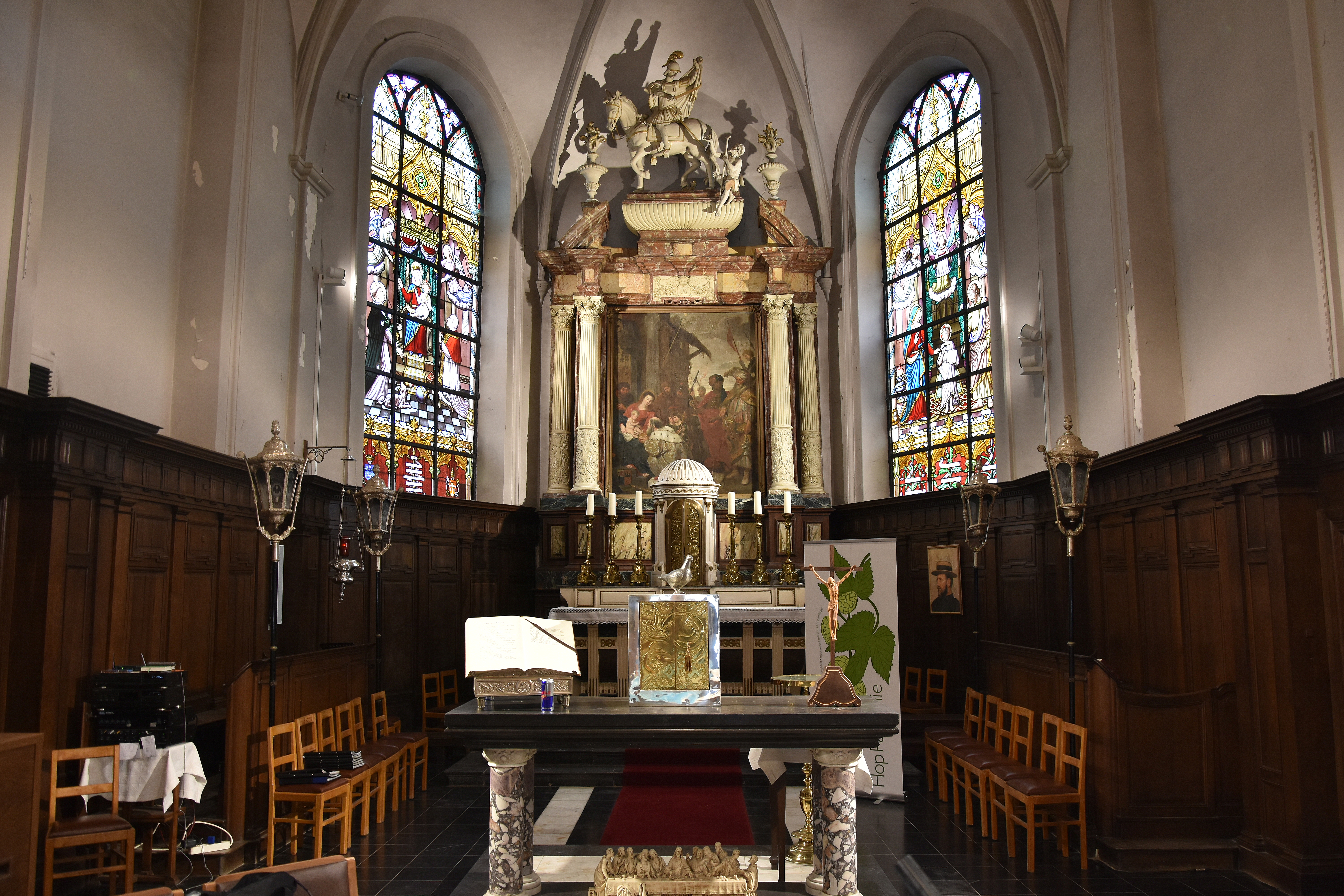
Het priesterkoor
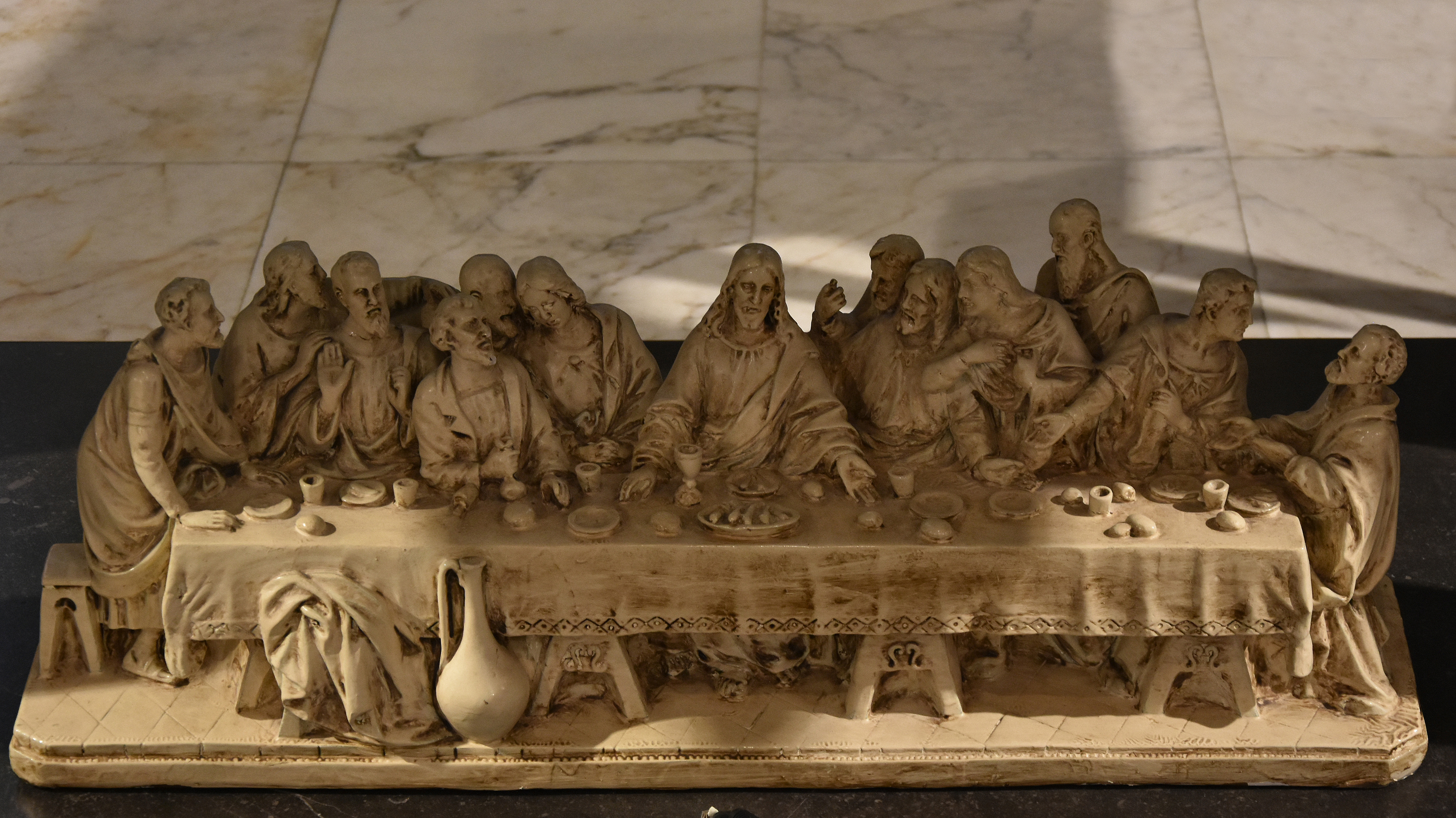
Het Laatste Avondmaal
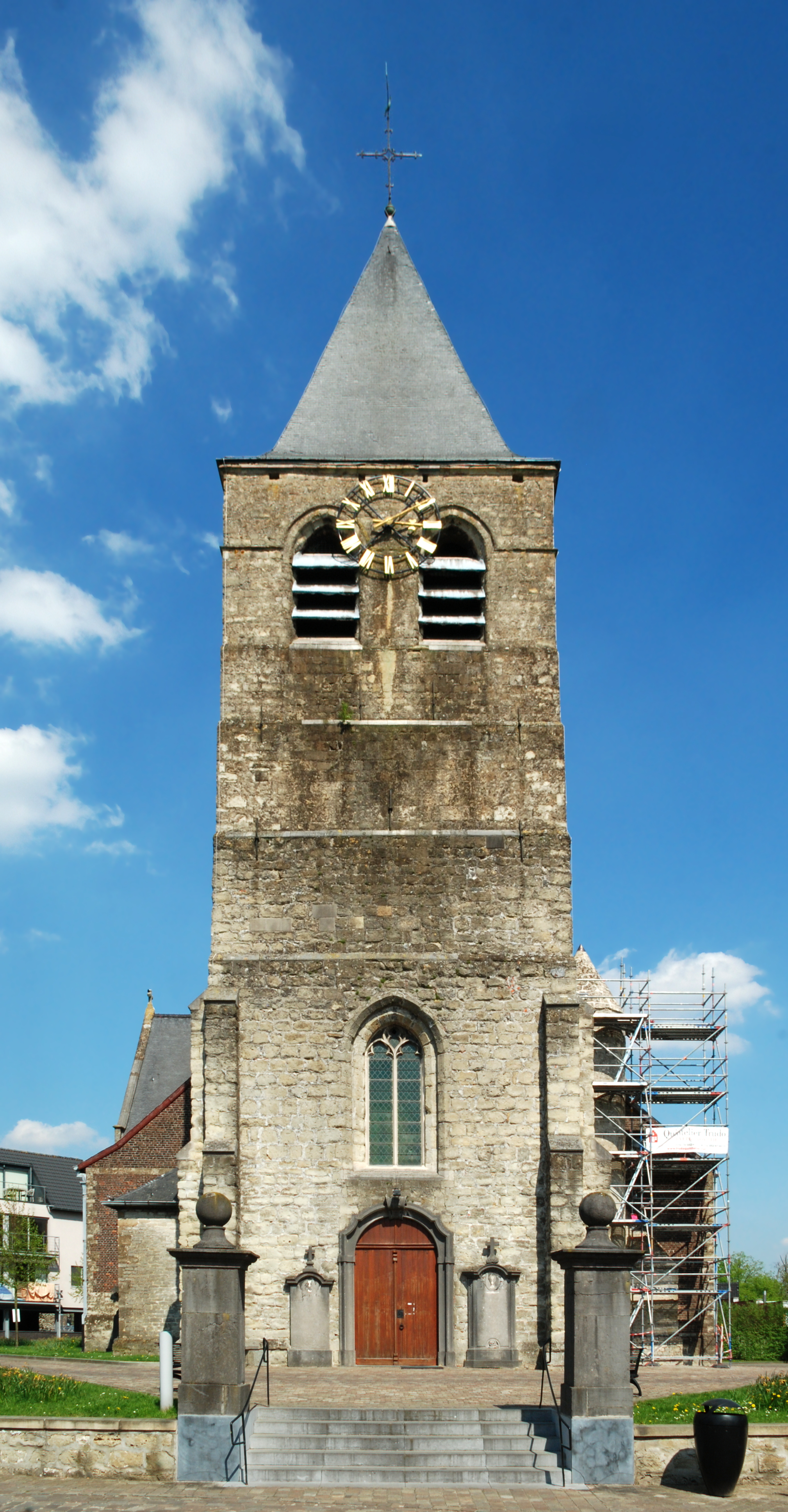
De kerktoren
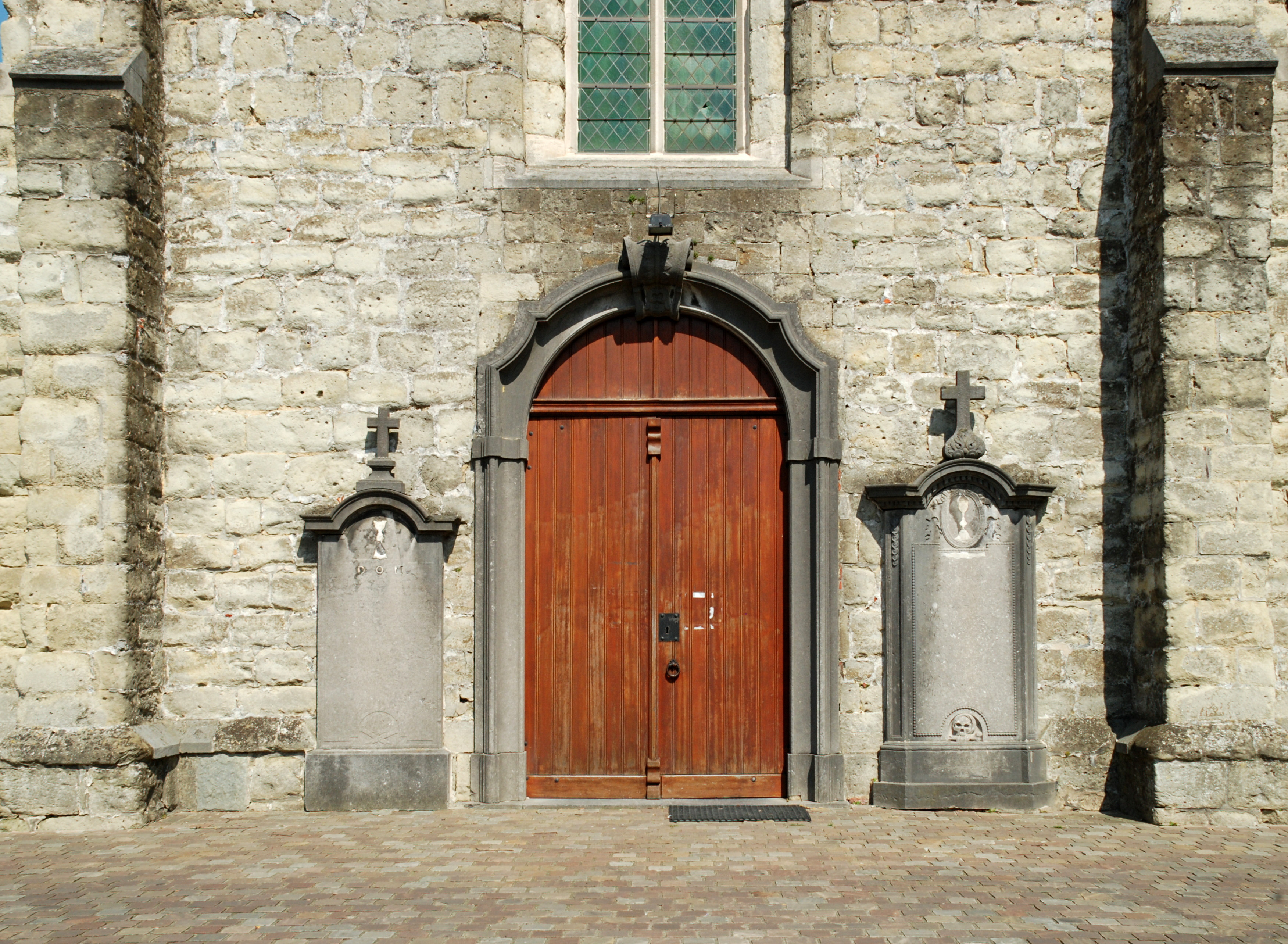
De rondboogpoort